# Aquafaba

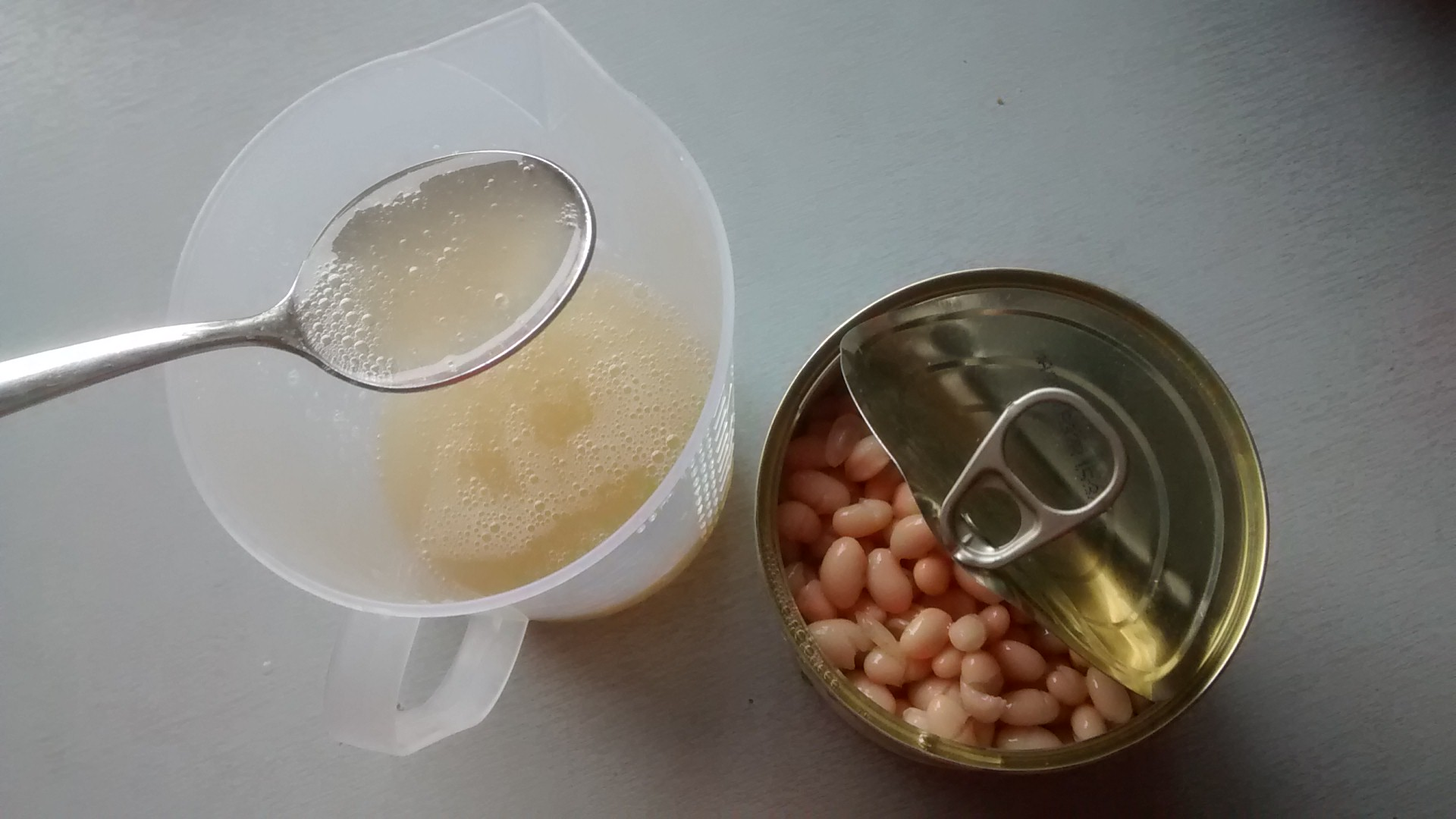
Aquafaba de uma lata de feijão branco.

Aquafaba (/ˌɑːkwəˈfɑːbə/) é a água viscosa na qual sementes de leguminosas, como grão-de-bico, foram cozidas. O seu uso na culinária foi descoberta pelo músico francês Joël Roessel.
Devido à sua capacidade de imitar as propriedades funcionais das claras de ovos na culinária, a aquafaba pode ser usada como um substituto direto delas em alguns casos, incluindo merengues e marshmallows. É especialmente adequado para uso por pessoas que evitam ovos, como veganos e pessoas com alergia a ovos.

## Etimologia
A palavra aquafaba vem do latim aqua (água) e faba (feijão).

## Origens
Em dezembro de 2014, o músico francês Joël Roessel descobriu que a água dos feijões enlatados pode formar espumas muito semelhantes às dos isolados proteicos e à mucilagem de linho. Roessel compartilhou as suas experiências num blog e publicou receitas para a ilha flutuante de Chaville, mousse de chocolate e merengue feito de líquido de grão-de-bico para demonstrar as suas capacidades de formação de espuma.
Na mesma época, o entusiasta da comida vegana Goose Wohlt descobriu que o líquido de cozimento pode substituir a clara do ovo sem a necessidade de estabilizantes. Em março de 2015, ele publicou uma receita de merengue sem ovos usando apenas líquido de grão-de-bico e açúcar.
Poucos dias depois, um grupo no Facebook foi criado para incentivar o desenvolvimento e popularizar o substituto do ovo.

## Usos
A aquafaba é usada como substituto de ovos e clara de ovo. A sua composição de carboidratos, proteínas e outros sólidos vegetais solúveis que migraram das sementes para a água durante o cozimento confere-lhe um amplo espectro de propriedades emulsificantes, espumantes, aglutinantes, gelatinizantes e espessantes.
Em geral, uma clara de ovo média pode ser substituída por 30 mililitros (2 colheres de sopa) de aquafaba, ou um ovo inteiro médio por 45 ml (3 colheres de sopa).

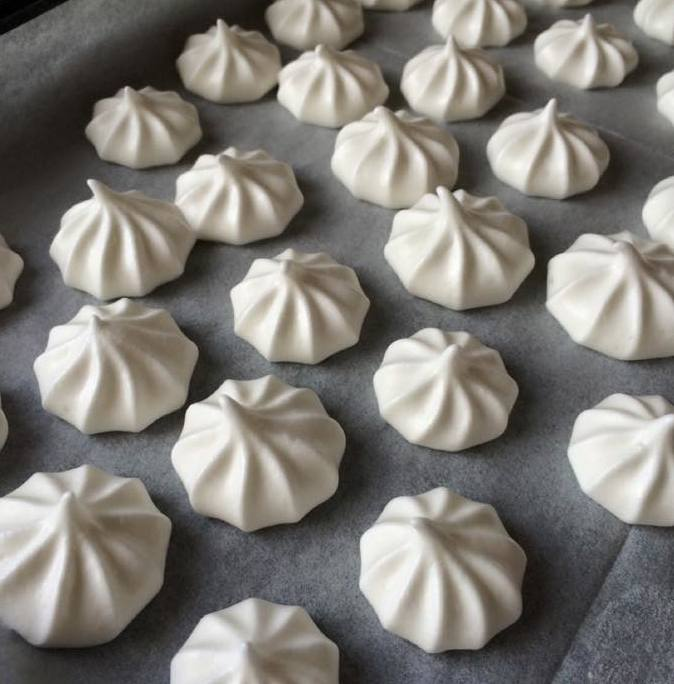
Beijos de suspiro feitos de aquafaba.

A maneira mais simples de obter aquafaba é decantar o líquido de leguminosas enlatadas ou em caixa, como feijão branco ou grão-de-bico. Também pode ser feito fervendo, cozinhando no vapor, cozinhando sob pressão ou cozinhando leguminosas em água no micro-ondas.
As aplicações doces para aquafaba incluem merengues, macarons, nougat, glacê, sorvete, fudge e marshmallows. As aplicações salgadas incluem produtos assados, substitutos de laticínios, maionese, substitutos de queijo, massas e substitutos de carne. A aquafaba também é recomendada como um substituto vegano para a clara de ovo na preparação de coquetéis com uma "cabeça" espumosa, particularmente coquetéis ácidos como o whiskey sour.
Aquafaba contém cerca de dez por cento da proteína da clara do ovo em peso. A diferença no conteúdo de proteína pode permitir que aqueles que não conseguem metabolizar proteínas adequadamente (como os fenilcetonúricos) consumam alimentos que normalmente são à base de ovos. O menor teor de proteína torna-o inadequado para aplicações que dependem de proteína de ovo desnaturada para estrutura, como bolos de anjo.
A aquafaba mais semelhante à clara do ovo nas suas características culinárias parece ser a do grão-de-bico e de feijões brancos, como o feijão-branco. Outras leguminosas, como ervilhas, lentilhas, soja, feijão-frade e feijão-preto podem ser usadas, mas as suas composições ligeiramente diferentes podem exigir mais ajustes no conteúdo de água para funcionar bem.

## Composição
As sementes de leguminosas, ou leguminosas, são compostas principalmente de carboidratos (amido, açúcares e fibras), proteínas (albuminas e globulinas) e água. Os carboidratos ocorrem em concentrações mais altas do que as proteínas; os carboidratos nas leguminosas consistem principalmente nos polissacarídeos amilose e amilopectina. Uma composição nutricional típica de grão-de-bico seco à temperatura ambiente, em peso, é listada como 19% de proteína, 61% de carboidrato, 6% de lipídios e 14% de água. Estes valores são aproximados e podem variar de acordo com a variedade. Durante o processo de cozimento das sementes de leguminosas, os carboidratos solúveis e as proteínas presentes nas sementes dissolvem-se, permitindo que entrem na água do cozimento. Mais material solúvel será extraído dos grãos quando a temperatura de cozimento e a pressão forem aumentadas, bem como ao estender o tempo de cozimento.

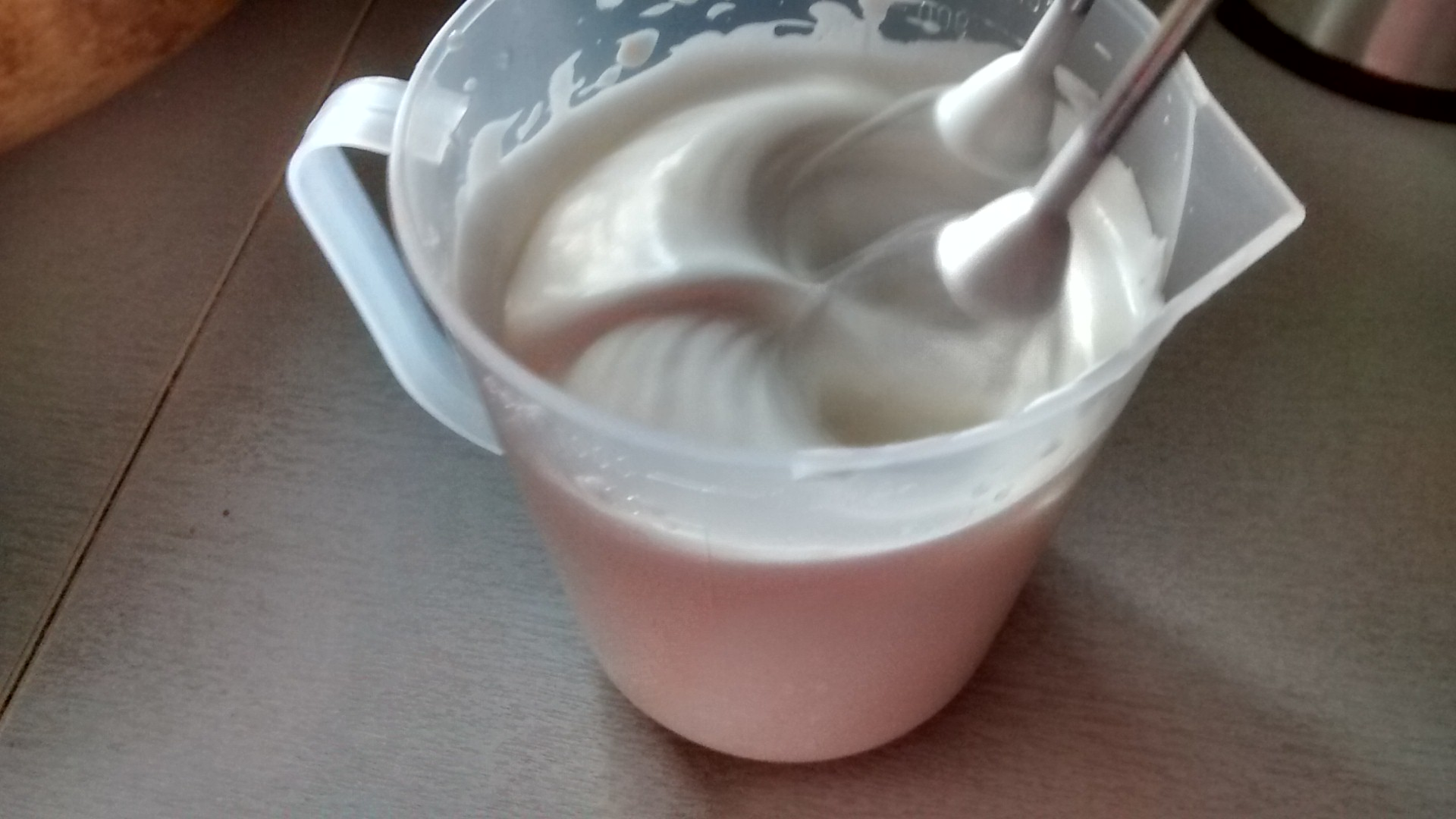
Aquafaba batida.

Depois que as leguminosas são cozidas e filtradas do líquido, o líquido de cozimento filtrado é chamado de "aquafaba". A comparação da composição final do feijão cozido com a do feijão cru mostra que, em condições de cozimento "normais", aproximadamente 5% da composição inicial do feijão foi dissolvida na água do cozimento. Em 2018, descobriu-se que o resíduo seco da aquafaba consistia principalmente de carboidratos (açúcares, fibras solúveis) e proteínas. A proporção de carboidratos e proteínas na aquafaba é aproximadamente a mesma encontrada nos feijões secos crus. Não foram detetados gordura e amido, ambos presentes no feijão seco cru. Uma concentração de 5% de peso seco em água é típica para aquafaba, embora a concentração também possa ser aumentada aquecendo a solução para permitir a evaporação da água, aumentando a concentração de sólidos para 10% ou mais, dependendo dos requisitos da receita. Isto pode ser especialmente útil para aplicações nas quais a emulsificação e a viscosidade são características mais importantes do que a capacidade de formação de espuma. A concentração de sólidos solúveis também pode ser adaptada para produzir uma espuma mais estável, usando menos aquafaba, filtrando escrupulosamente o material não solúvel da solução e também ajustando a concentração à aplicação em questão.
Todas as outras coisas sendo iguais, a concentração de aquafaba variará de acordo com:
- métodos de processamento (desidratação industrial prévia, pré-imersão)
- condições de cozimento (pH, temperatura, pressão e duração)
- variedade de leguminosas (por exemplo, grão de bico 'Kabuli' vs 'Desi')
- aditivos diversos
- concentração de proteína
- tipo de carboidrato (açúcar vs fibra) e concentração

## Galeria

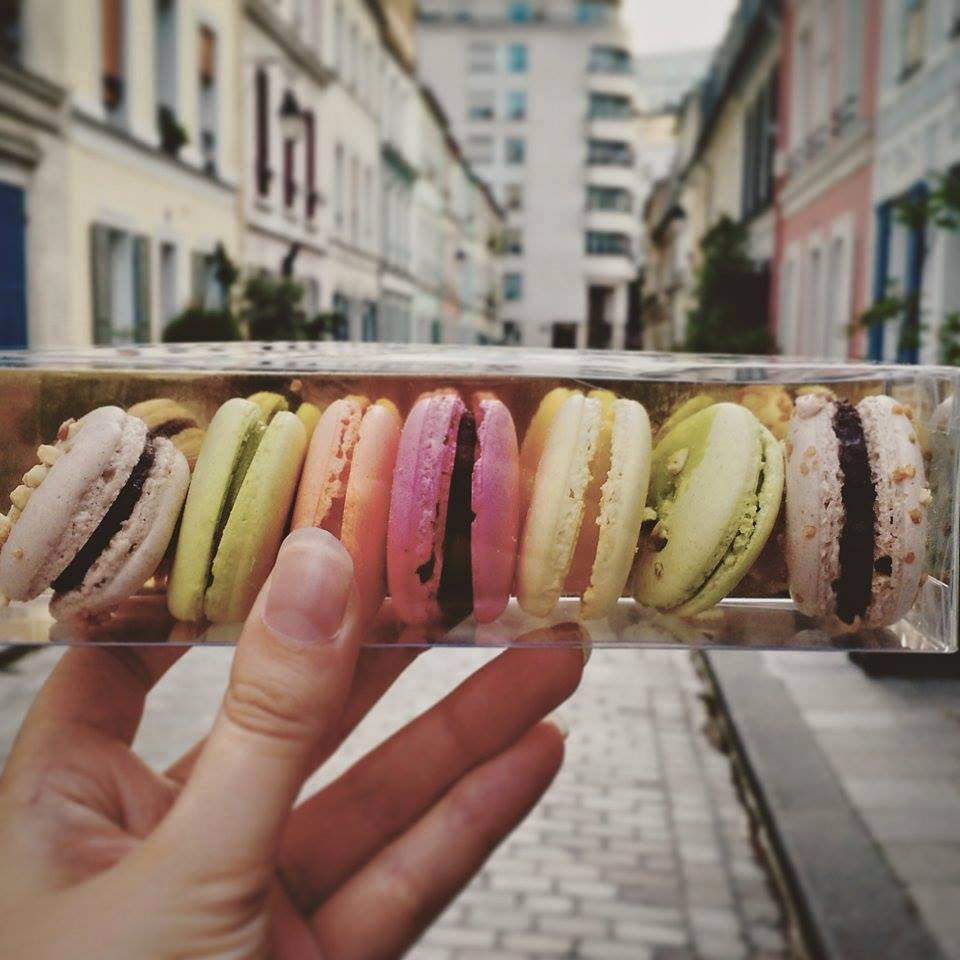
Macarons de aquafaba.
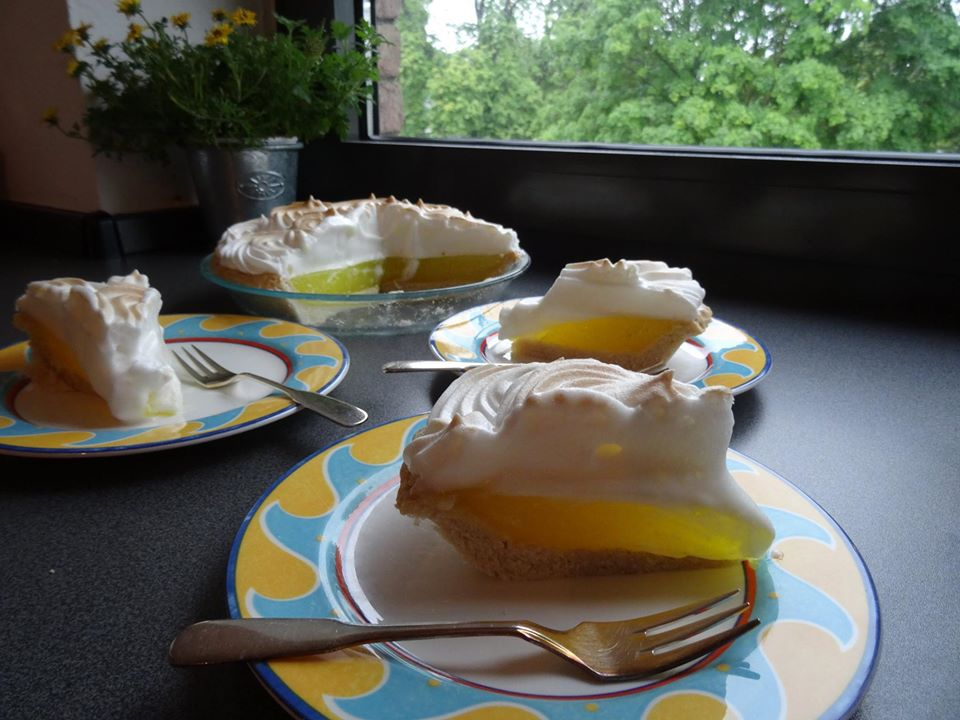
Torta de limão merengue com aquafaba.